# Uncut
„Uncut” – popularny miesięcznik publikowany w Londynie. Dostępny jest w krajach anglojęzycznych, skupia się przede wszystkim na muzyce, choć można też w nim znaleźć sekcję dotyczącą filmów. Magazyn posiada także artykuły dotyczące książek obejmujących tematykę muzyczną. Wersja DVD magazynu, pod marką Uncut, wydawana była od 2005 do 2006 roku.